# Adămuș
Adămuș (in ungherese Ádámos, in tedesco Adamesch) è un comune della Romania di 6036 abitanti, ubicato nel distretto di Mureș, nella regione storica della Transilvania. 
Il comune è formato dall'unione di 6 villaggi: Adămuș, Chinciuș, Cornești, Crăiești, Dâmbău, Herepea.